# Yannick Nzosa
Yannick Nzosa Manzila (Kinshasa, 15 novembre 2003) è un cestista della Repubblica Democratica del Congo.

## Biografia
Yannick Nzosa nasce a Kinshasa, capitale della Repubblica Democratica del Congo. Il padre di Nzosa lavora in Cina, mentre la madre vive ancora in un villaggio congolese senza elettricità. Ha quattro sorelle e un fratello. Il suo tutore è Joe Lolonga, direttore tecnico della federazione cestistica del Congo.

## Carriera

### Inizi e carriera giovanile
Yannick cresce giocando come portiere a calcio, prima di essere notato, all'età di 12 anni, dall'amico di un allenatore della New Generation Basketball, dove inizia dunque la sua carriera da cestista. Un anno dopo, con l'aiuto dell'ex cestista Anicet Lavodrama, cerca di iscriversi alla Canterbury Academy di Las Palmas, Spagna, non riuscendo però ad ottenere il necessario visto.
Nel 2017 inizia a giocare per la Stella Azzurra Roma, dove i compagni Paul Eboua e Jordan Bayehe cercano di insegnarli l'italiano. Nel febbraio dello stesso anno gioca con la squadra under-18 al torneo di Kaunas, valido per la qualificazione all'Euroleague Basketball Next Generation Tournament, venendo incluso nel miglior quintetto della manifestazione. Nella successiva stagione viene girato in prestito ai Roseto Sharks della Serie A2.
Il 6 settembre 2019, prima di una seduta di allenamento dei Roseto Sharks, Nzosa viene prelevato dal suo hotel dal mentore Joe Lolonga, al fine di raggiungere Malaga e firmare con la squadra spagnola. La Stella Azzurra, ignara dell'accaduto, decide di denunciare Lolonga per sottrazione di minore. Nzosa annuncia poco dopo il suo trasferimento su Instagram. Inizia ad allenarsi inizialmente con l'Unicaja Andalucía, la squadra minore del Malaga iscritta al campionato EBA, non potendo però partecipare in competizioni ufficiali a causa della disputa con la Stella Azzurra sui suoi diritti. Nel dicembre 2019, dopo la sentenza favorevole della FIBA, Nzosa partecipa con la squadra under-18 al torneo di Valencia, anch'esso valido per la qualificazione all'Euroleague Basketball Next Generation Tournament, venendo incluso nel miglior quintetto della manifestazione.

### Liga ACB

#### Club Baloncesto Malaga (2020-)
Il 31 marzo 2020 firma un contratto di cinque anni con Malaga. Il contratto include una clausola di 1 milione di euro in caso di trasferimento nella NBA o nell'Eurolega. La Stella Azzurra riceve 25.000 euro di compensazione per il trasferimento. Il 27 settembre, all'età di 16 anni e 10 mesi, Nzosa debutta nella ACB, facendo registrare, in soli 18 minuti di gioco, 10 punti (con 5 su 5 al tiro), 3 rimbalzi e 2 stoppate. Nzosa diventa così il terzo sedicenne di sempre, dopo Ricky Rubio e Luka Dončić, a far registrare almeno 10 punti in una partita, diventando anche il secondo più giovane debuttante nella storia del Malaga dopo Pablo Sanchez. Due giorni dopo debutta nell EuroCup, senza però segnare alcun punto in 9 minuti di gioco. Il 3 ottobre diventa invece il primo minorenne nella storia della ACB a realizzare almeno 10 punti nelle prime due partite in carriera. L'11 ottobre diventa invece il più giovane di sempre a realizzare almeno 4 stoppate in una partita della ACB, superando il precedente record di Kristaps Porziņģis.

## Palmarès

### Squadra
- Copa Princesa de Asturias: 1

Estudiantes: 2024

### Individuale

#### Giovanili
- Kaunas All-Euroleague Basketball Next Generation Tournament Team (2017)
- Valencia All-Euroleague Basketball Next Generation Tournament Team (2019)

## Record

### Liga ACB
- Uno dei tre sedicenni di sempre (insieme a Ricky Rubio e Luka Dončić) a realizzare almeno 10 punti nel debutto nella ACB.[13]
- Unico minorenne nella storia della ACB con almeno 10 punti segnati nelle prime due partite in carriera.[15]
- Più giovane giocatore di sempre con almeno 4 stoppate in una partita della ACB.[16]